# Monument de Lysicrate
Le Monument de Lysicrate est un édifice chorégique élevé à Athènes, près de l'acropole, par le chorège Lysicrate en -335/-334, sous l'archontat d'Euainétos, pour commémorer un premier prix qu'il avait remporté cette année-là au théâtre de Dionysos avec un chœur de jeunes gens dans le concours de dithyrambe. 
Intégré au monastère des capucins au XVIIe siècle, il fit l'objet de multiples campagnes de restauration après la guerre d'indépendance grecque. L'édifice constitue l'exemple le mieux préservé de monument chorégique et fut une source d'inspiration importante dans l'art et l'architecture des XVIIIe et XIXe siècles.

## Histoire

### Le monument chorégique antique
Dans la Grèce antique, le chorège finançait et supervisait le travail du chœur. L'inscription présente sur l'édifice indique que le chœur était composé de jeunes adolescents de la tribu des Acamantides. La mention de l'archonte au pouvoir à l'époque permet de conclure que le monument fut érigé dans la première année de la cent-onzième olympiades (335 av. J.-C.). Le lieu choisi fut la rue des trépieds (οδός Τριπόδων), menant au théâtre de Dionysos, déjà abondamment pourvue de cette sorte de monuments commémoratifs,,. L'édifice n'est pas directement mentionné par Pausanias et très peu de sources antiques ou médiévales permettent de reconstituer son histoire avant la fin de l'époque moderne.

### L'intégration au monastère des capucins
En 1669, les Frères mineurs capucins achetèrent le terrain sur lequel s'élève le monument pour en faire un monastère. Ce dernier enferma en partie l'édifice antique, alors appelé à tort « Lanterne de Démosthène » ou « Lanterne de Diogène » ,, qui fut utilisé comme bibliothèque. En 1676, Jacob Spon et George Wheler établirent pour la première fois la vocation chorégique du monument,. Des décennies plus tard, les architectes britanniques James Stuart et Nicholas Revett effectuèrent les premiers dessins et mesures du monument dans les Antiquités d'Athènes, publiées à Londres en 1762.
À partir de 1794, Louis-François-Sébastien Fauvel s'installa dans le couvent. Il réalisa le moulage de la frise du Monument de Lysicrate, une création qui fut malheureusement détruite avec la maison de l'archéologue en 1825. À partir de 1800, Lord Elgin fit lui aussi réaliser des moulages, tout en tentant de négocier pour l'enlèvement du monument,. À noter que d'autres visiteurs notables logèrent dans le couvent, tels Richard Chandler en 1765, Edward Dodwell en 1805, John Cam Hobhouse en 1809, Lord Byron en 1810-1811 et Pierre-Antoine Lebrun en 1820.

### La destruction du monastère et les restaurations
En 1821, le monastère des capucins fut mis à sac durant la guerre d'indépendance grecque. Des travaux de sauvetage du Monument de Lysicrate prirent fin en 1824, à la suite de fonds débloqués par Fauvel. Après l'indépendance de la Grèce en 1830, le terrain et le monument furent confiés à la Légation de France. Deux ans plus tard, l'architecte Jules Goury finança une campagne de restauration de l'édifice, suivie en 1845 par des financements de la Commission des monuments historiques de la France,. En 1867, Arthur de Gobineau, alors ministre plénipotentiaire de France en Grèce, lança une nouvelle phase de travaux, sous la responsabilité de Florimond Boulanger, qui permit d'excaver le socle du monument et de déblayer les ruines du monastère,. En 1845 et 1859, Theophil Hansen exécuta une série de dessins et proposa une représentation originelle de l'édifice. Les actions de restauration furent poursuivies entre 1876 et 1887, sous les auspices de l'École française d'Athènes. Durant cette période, les équipes d'Edmond Pottier découvrirent alentour l'une des parois cylindriques et son panneau sommital qui ferment le monument entre les colonnes, ainsi que des fragments de statues, des inscriptions, des vases et des pièces de monnaie romaines et médiévales.
En collaboration avec l'École française d'Athènes, la municipalité aménagea une place autour du monument. Une grille fut commanditée en 1891 par Albert Tournaire. Sur deux angles de celle-ci, des bornes gravées en français et en grec furent installées afin de souligner la relation de la France avec le lieu. La propriété française sur le monument et le terrain attenant fut remise en question à de multiples reprises à partir des années 1830, que ce soit par les autorités nationales et municipales, l'Archidiocèse d'Athènes ou des riverains.
Des fouilles furent conduites en 1920-1921 par l'Institut archéologique allemand d'Athènes, puis à nouveau en 1982-1983. Les socles de trois autres monuments chorégiques furent ainsi mis au jour, entraînant la destruction d'une partie de la grille et des changements notables dans la physionomie de la place.

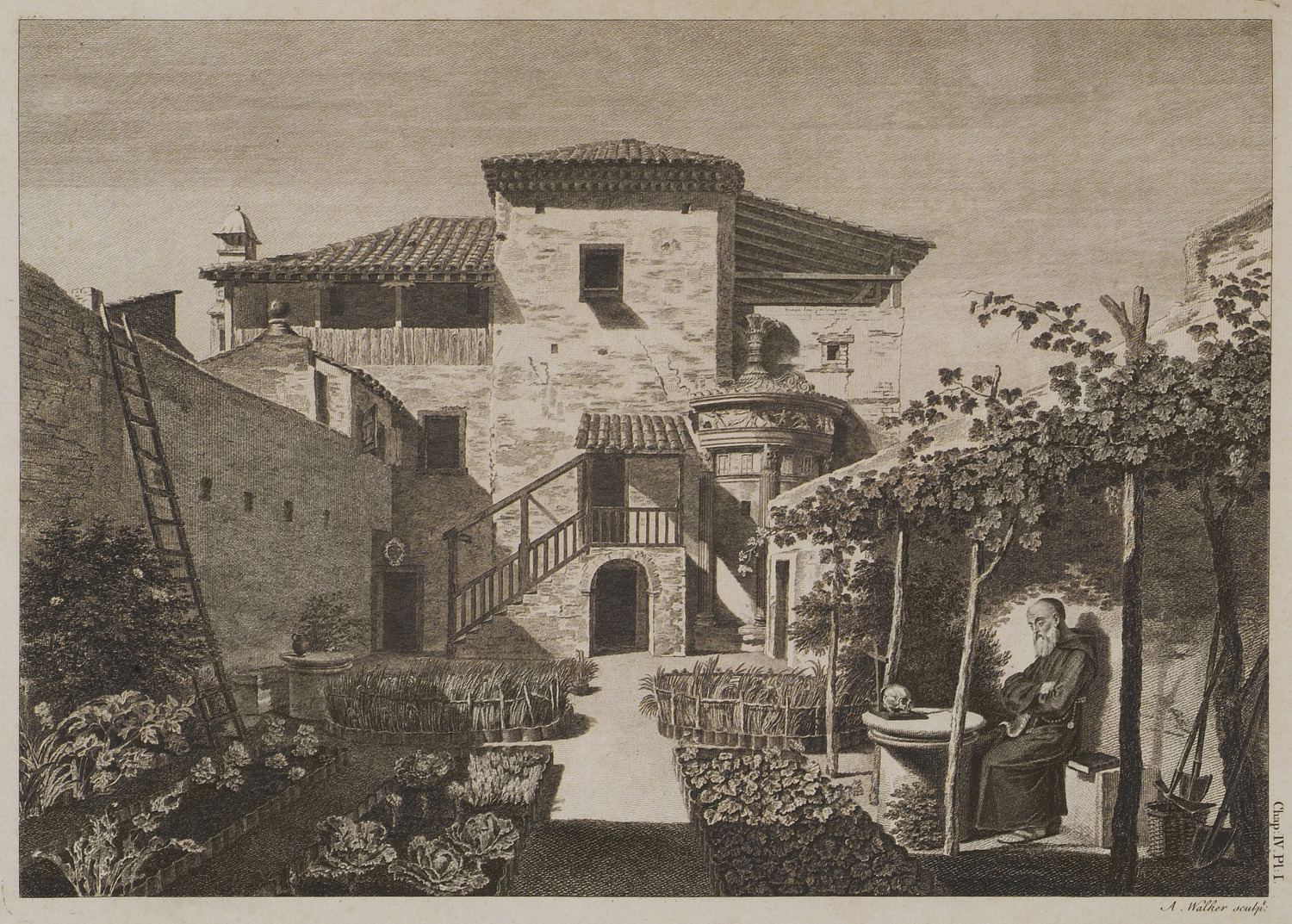
Le couvent en 1751, par James Stuart et Nicholas Revett.
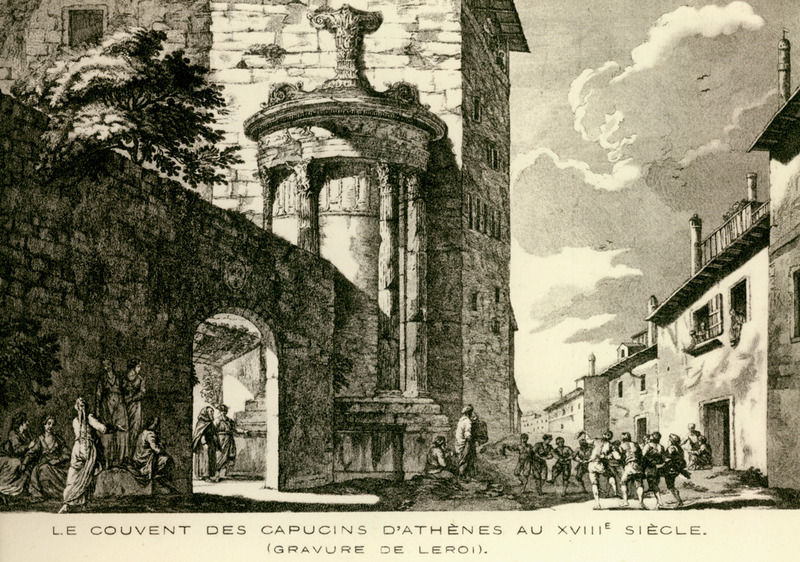
Entrée du couvent des capucins au XVIIIe siècle. Gravure de Julien-David Le Roy.
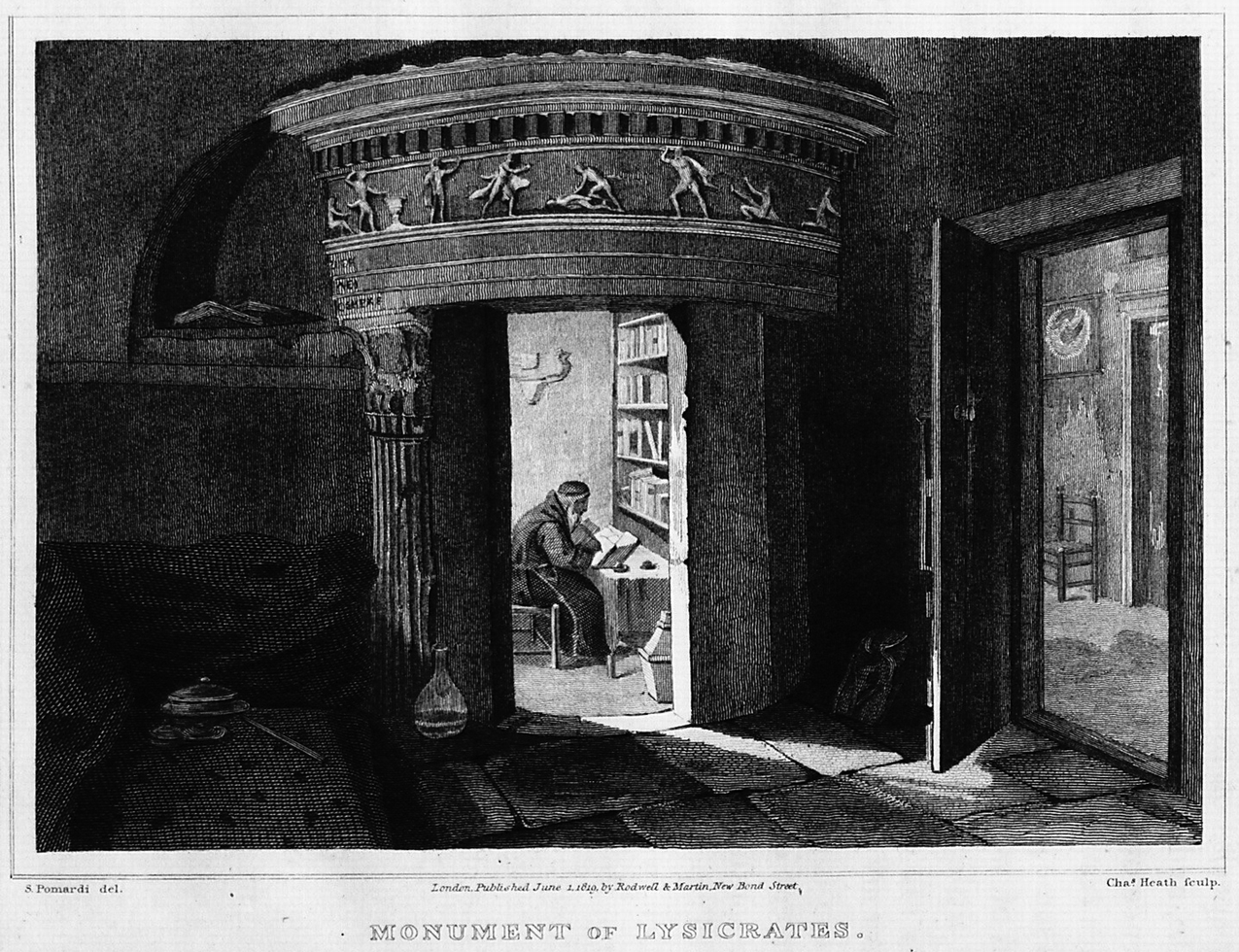
Gravure représentant le monument intégré au monastère.
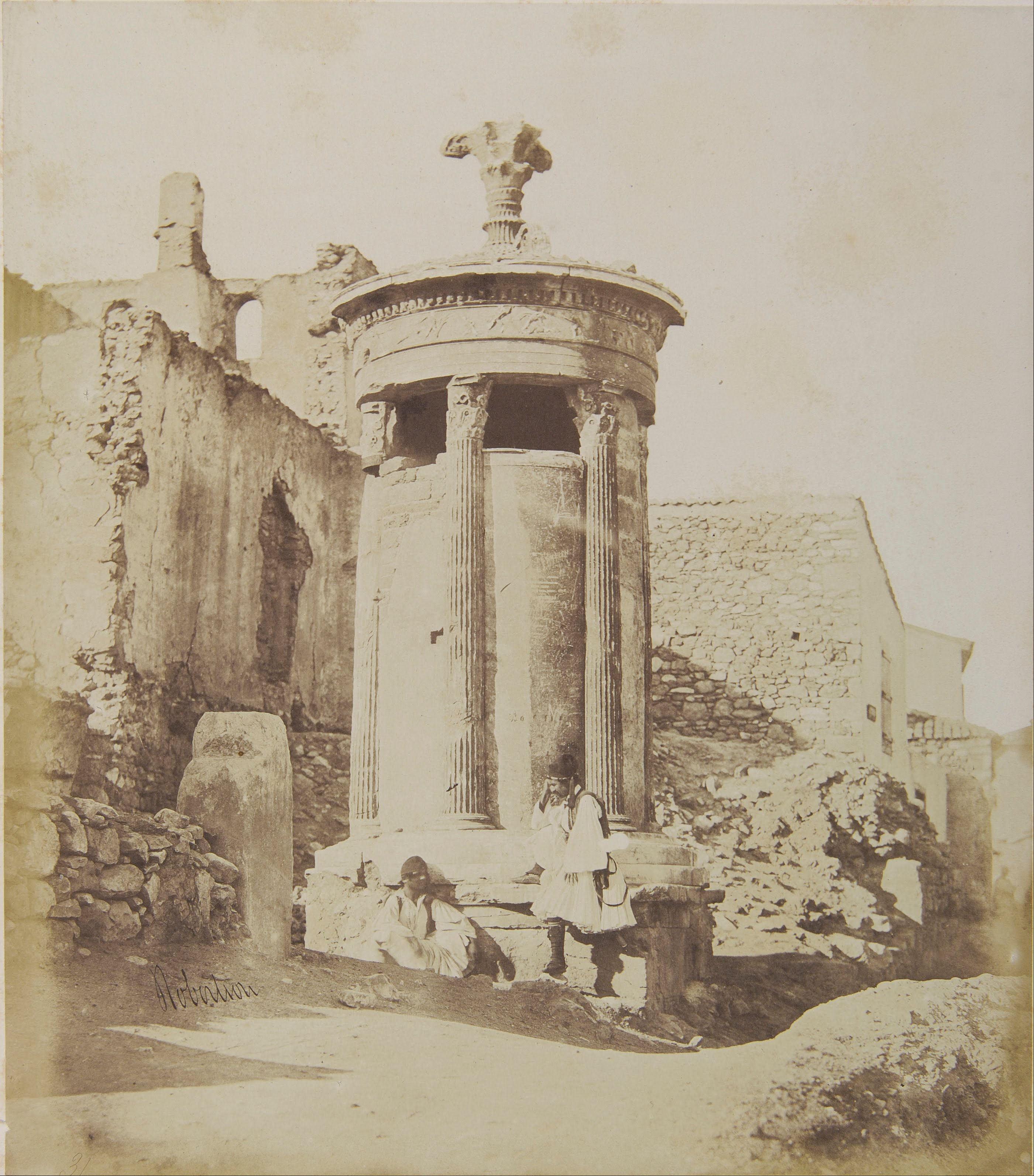
Photographie de James Robertson en 1853-1854.
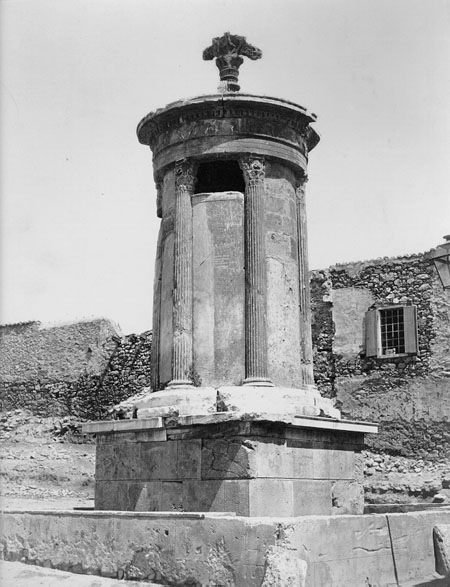
Photographie du monument vers 1875.

## Description

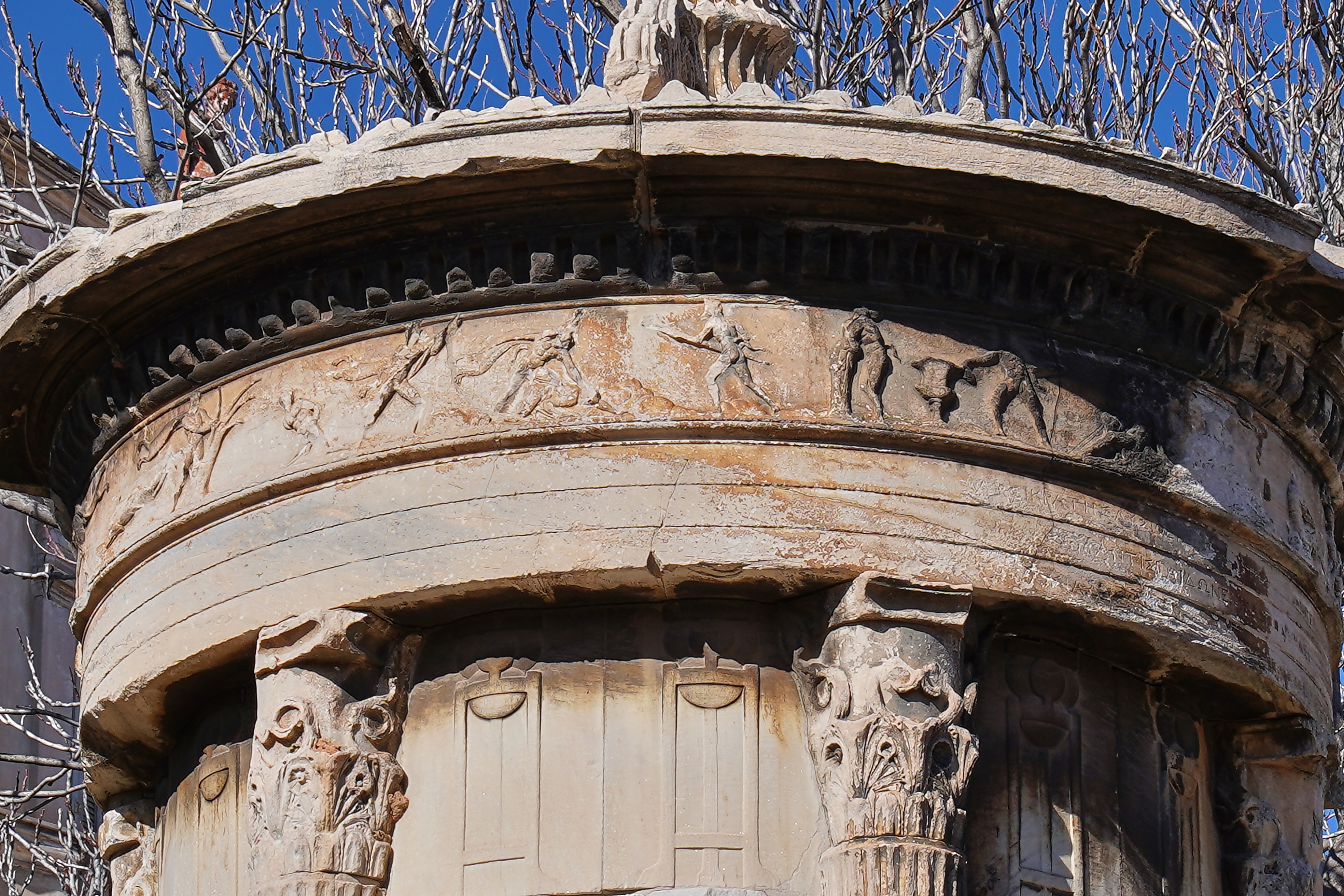
Détails des éléments sommitaux, de la base du fleuron aux chapiteaux des colonnes.

Sur un socle carré de 2,93 mètres de côté a été élevé un monument cylindrique d'une dizaine de mètres de hauteur, aux allures de petit temple pseudo-monoptère. Un trépied de bronze, prix remporté par Lysicrate, reposait initialement sur le toit de marbre ou au sommet du fleuron à feuilles d'acanthes. Sous la corniche et les larmiers, une frise représente Dionysos, entouré d'une panthère et de satyres, occupé à métamorphoser des pirates tyrrhéniens en dauphins,,. Cet événement est mentionné dans l'Hymne à Dionysos, poème épique soulignant l'effroi qu'inspire le dieu à un équipage qui l'avait capturé en le prenant pour un mortel. Ce même mythe sera également repris par Ovide dans ses Métamorphoses, Nonnos de Panopolis dans ses Dionysiaques, Pseudo-Apollodore dans sa Bibliothèque, ou encore Hygin dans ses Fabulae.
L'édifice comporte six colonnes engagées à treize cannelures visibles d'environ 3,5 mètres. Dans l'entrecolonnement figurent des parois cylindriques surmontés de douze panneaux représentant des trépieds. Au sommet des colonnes, une architrave ionique décomposée en trois parties porte l'inscription chorégique suivante (IG II 2 3042), :
Λυσικράτης Λυσιθείδου Κικυννεὺς ἐχορήγει.

Ἀκαμαντὶς παίδων ἐνίκα. Θέων ηὔλει.

Λυσιάδης Ἀθηναῖος ἐδίδασκε. Εὐαίνετος ἦρχε.
Lysicrate, du dème de Cicyne (en), fils de Lysithide, a fait la dépense du chœur.

La tribu Acamantide a remporté le prix avec le chœur des jeunes gens. Théon était le joueur de flûte.

Lysiade, Athènien, était le didascale, Evænète l'archonte.
La base du monument est en pierre du Pirée, son socle en marbre de l'Hymette, son emmarchement et ses colonnes en marbre pentélique. Le recours à plusieurs pierres différentes, pour des raisons optiques et structurelles, est typique de cette époque, avec l'une des toutes premières utilisations de l'ordre corinthien pour les parties extérieures et l'un des seuls exemples connus de l'utilisation de cet ordre par les Grecs avec le temple classique de Tégée et celui d'Apollon à Bassae. Les chapiteaux sont toutefois encore très éloignés de ce que seront les chapiteaux corinthiens des grands monuments ultérieurs[réf. nécessaire].
Le nom de l'artiste demeure à ce jour inconnu. Certains éléments pourraient toutefois indiquer que le monument est l'œuvre de Léocharès ou un autre artiste de l'école de Scopas.

## Influence dans l'architecture

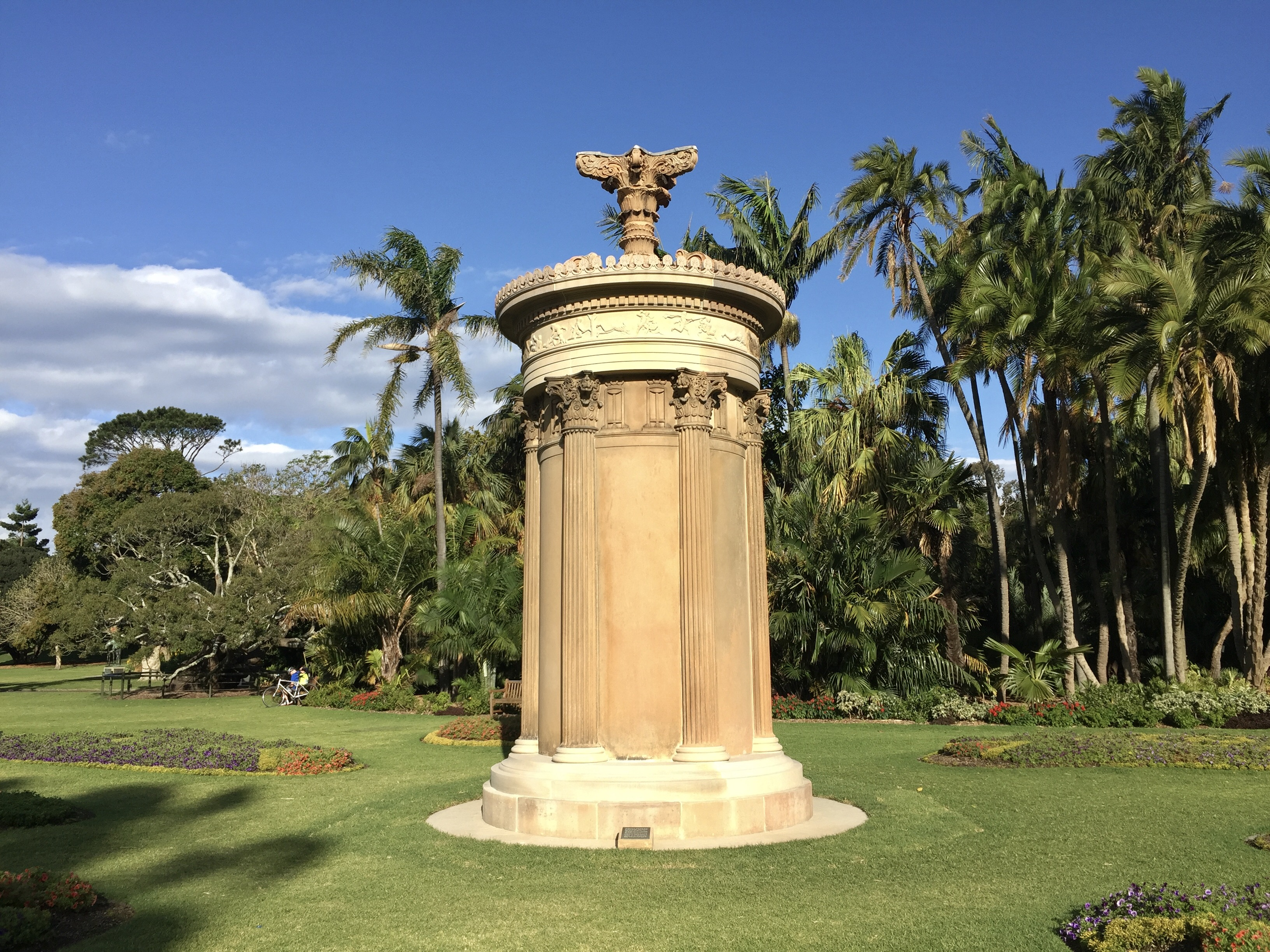
Copie du Monument de Lysicrate dans les Jardins botaniques royaux de Sydney.

Le Monument de Lysicrate est un sujet très populaire, représenté sur de nombreuses gravures des XVIIIe et XIXe siècles. À la suite des dessins de James Stuart et Nicholas Revett, il constitua un élément d'inspiration du style Greek Revival dans le monde anglosaxon. Au moins 18 monuments érigés au Royaume-Uni aux XVIIIe et XIXe siècles ont pour inspiration l'édifice athénien antique. Parmi les copies les plus fidèles figure un monument dans le parc du château de Shugborough Hall, dans le comté de Staffordshire. En Australie, il en existe une version dans les jardins botaniques royaux de Sydney,.
De nombreux autres édifices tirent leur inspiration du Monument de Lysicrate, tels le monument Dugald Stewart sur Calton Hill à Édimbourg, l'église Saint-Gilles d'Elgin, l'église Saint-Jean-l'Évangéliste (en) à Chichester, la cathédrale de Tous-les-Saints de Camden Town et le monument Burns à Alloway. Aux États-Unis, l'architecte William Strickland s'inspira du mémorial antique pour les coupoles du Merchants' Exchange Building (en) à Philadelphie et du Capitole de l'État du Tennessee. Le Capitole de l'État de l'Indiana, l'église congrégationnelle de Burlington, la chapelle Saint-Paul à New York, les tours de San Remo Apartments, le Soldiers' and Sailors' Monument et le phare de South Portland sont des exemples parmi d'autres de l'héritage architectural du Monument de Lysicrate. 
En France, le monument séduisit l'impératrice Joséphine. Napoléon commanda une copie en terre cuite pour les jardins du château de Saint-Cloud. Œuvre de Jacques-Guillaume Legrand, celle-ci fut exposée dans la cour du Louvre en 1802, avant son installation à Saint-Cloud. Le monument fut détruit par les Prussiens en 1870 lors du siège de Paris.